# Gnophos fasciata
Gnophos fasciata là một loài bướm đêm trong họ Geometridae.